# Penguin Books

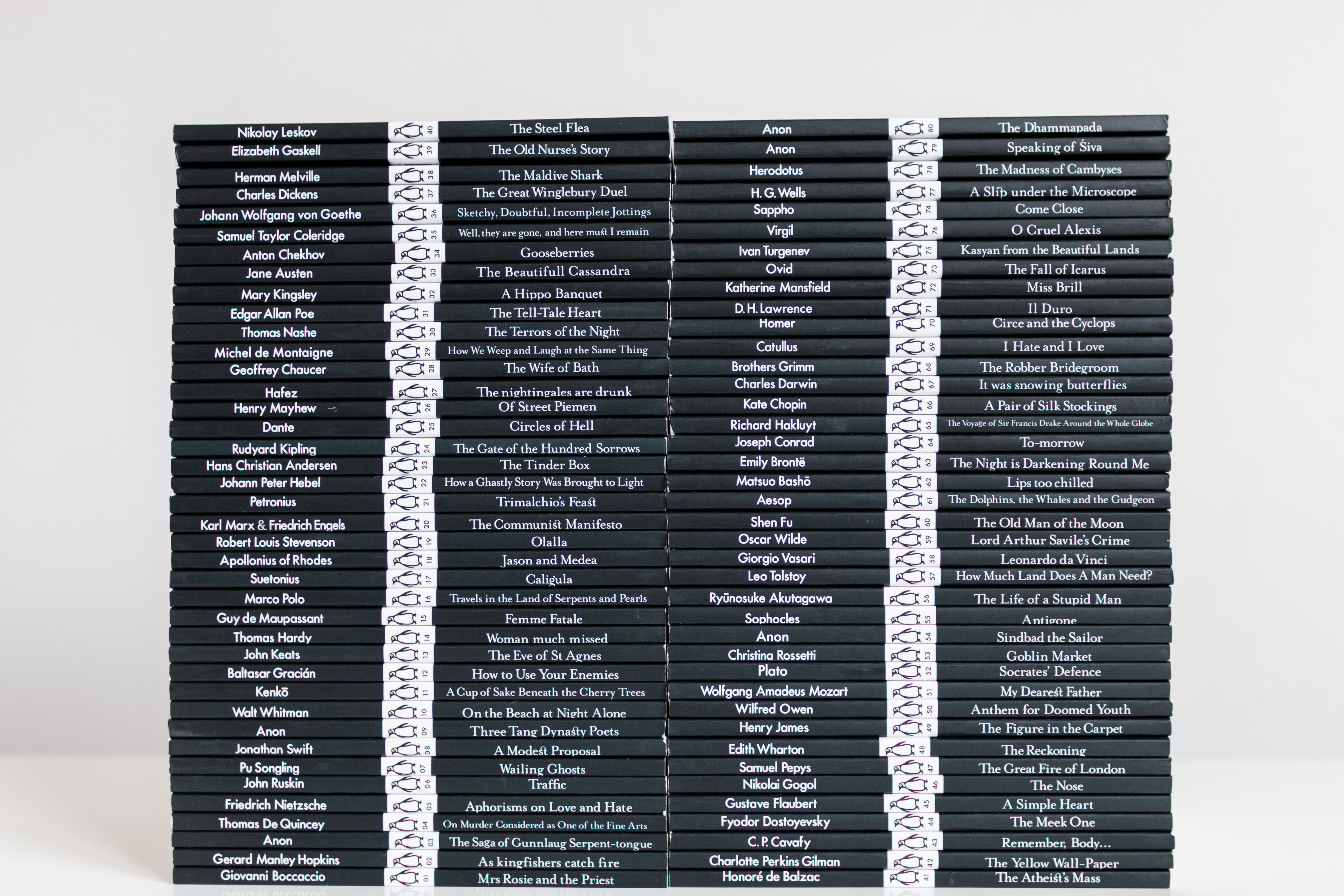
80 dzieł klasyki literatury wydanych w 2015 z okazji 80-lecia wydawnictwa

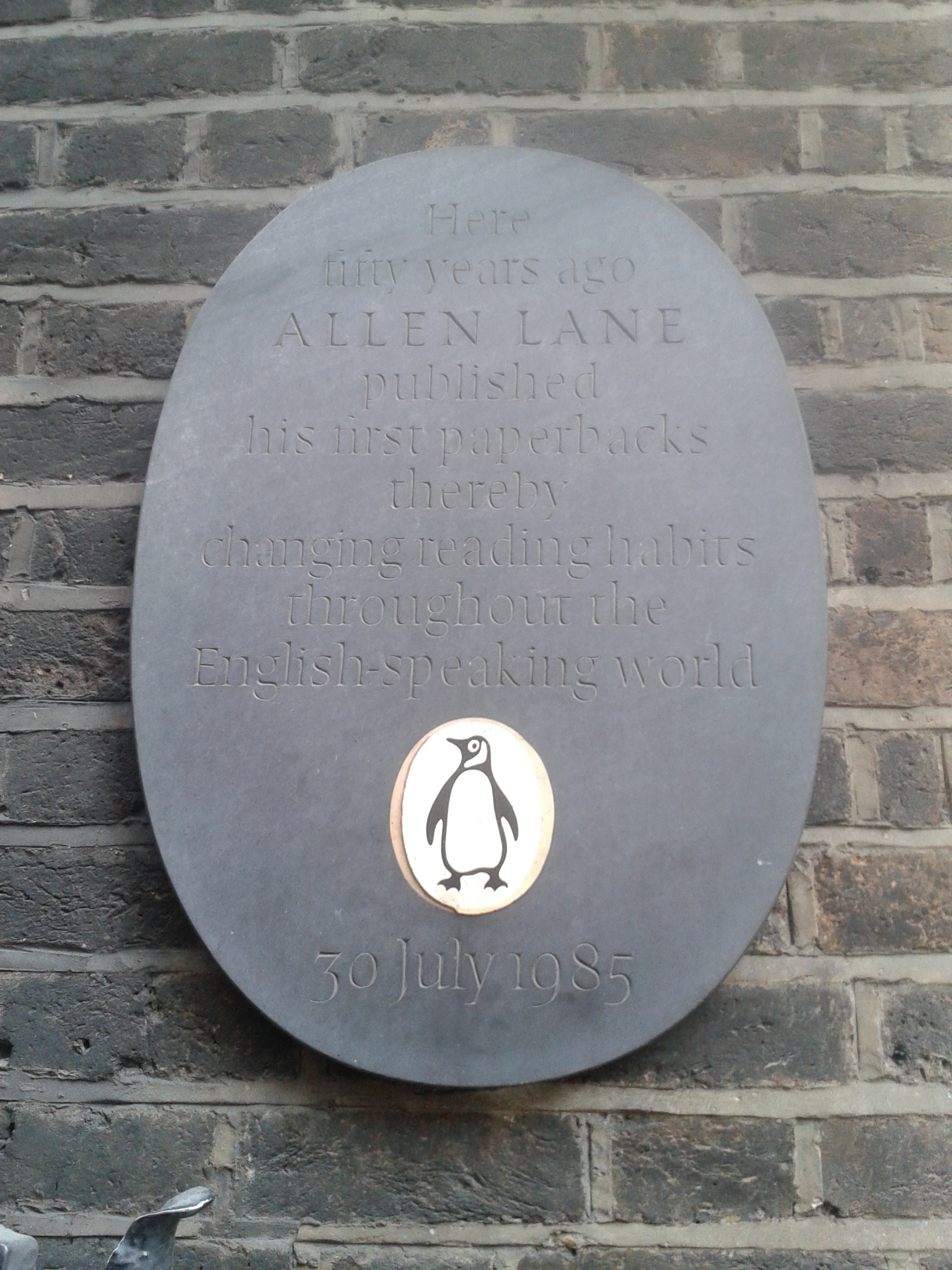
Tablica upamiętniająca 50 lat wydawnictwa

Penguin Books – brytyjskie wydawnictwo założone w 1935 roku przez sir Allena Lane’a. Penguin podbił rynek tanimi książkami dostępnymi dla szerokiego grona czytelników. Książki kosztowały sześć pensów, tyle co paczka papierosów, i były oznaczone różnymi kolorami: fikcja – pomarańczowym, biografie – niebieskim, kryminały – zielonym. Pierwsza partia zawierała książki m.in. Ernesta Hemingwaya i Agathy Christie. W latach 30. i w czasie II wojny światowej Penguin stał się najbardziej znaczącym brytyjskim wydawnictwem, realizując w ten sposób zamysł Lane’a, aby dobre książki były tanie i powszechnie dostępne. Penguin wyraźnie wpłynął na brytyjską kulturę, ale też na politykę, edukację i świadomość społeczną. Od 1937 do lat 90. siedziba Penguin Books znajdowała się w Harmondsworth, potem, po połączeniu z Viking, została przeniesiona do Londynu.
Obecnie Penguin Books jest imprintem światowej marki wydawniczej Penguin Random House, która została utworzona 1 lipca 2013 roku z połączenia dwóch wydawców – Bertelsmanna i Pearsona, z udziałami odpowiednio 53% i 47%. Penguin Random House wydaje książki dla dzieci i dorosłych, beletrystykę, poradniki, książki popularnonaukowe w Stanach Zjednoczonych, Wielkiej Brytanii, Kanadzie, Australii, Nowej Zelandii i Indiach, Ameryce Południowej, Afryce i Azji. Zatrudnia 10 000 osób i wydaje rocznie 15 000 tytułów. Na liście publikowanych autorów ma ponad 70 laureatów Nagrody Nobla i setki najbardziej poczytnych pisarzy.

## Historia

### Początki
Pierwsze książki sygnowane przez Penguin ukazały się w 1935 roku jako imprinty wydawnictwa The Bodley Head. Charakterystyczny pingwinek, a także projekt okładki podzielonej na trzy poziome części zostały opracowane przez 21-letniego Edwarda Younga, który stał się też pierwszym kierownikiem produkcji. Kolory okładek wskazywały na treść – pomarańczowy to beletrystyka, zielony kryminały, ciemnoniebieskie biografie, wiśniowy książki podróżnicze, a czerwony dla sztuk teatralnych. Projekt wykorzystywał popularne w tamtym czasie czcionki – dziewiętnastowieczną Bodoni Ultra Bold oraz dwie grubości pochodzącej z lat 1927–1928 Gill Sans. Pierwsze osiemdziesiąt tytułów, aż do usamodzielnienia się wydawnictwa Penguin, wydano pod nazwą The Bodley Head. Cena wydrukowana była na obwolucie, której wygląd pokrywał się z okładką. Oryginalny projekt wyróżniał się na tle innych książek i przyciągał nowych czytelników, co z pewnością przyczyniło się do sukcesu firmy. Do marca 1936, dziesięć miesięcy po założeniu, Penguin wydrukował milion książek. Ten pierwszy duży sukces przyczynił się do znacznego rozwoju przedsiębiorstwa. Zatrudniono Eunice Frost, najpierw jako sekretarkę, edytorkę i w końcu dyrektorkę, która miała ogromny wpływ na kształt wydawnictwa Penguin. Jako prawa ręka Allana Lane’a decydowała o nowych seriach, była odpowiedzialna za kontakty z autorami, edytorami, ilustratorami, drukarzami, księgowymi. W 1941 założyła amerykański oddział przedsiębiorstwa. W 1945 powierzono jej rekonstrukcję Penguin Inc. po odejściu pierwszego dyrektora Iana Ballentaine’a.
Aż do 1939 książki wydawane były jedynie w miękkich okładkach. Wtedy to ukazała się seria Pelican History of Art, dla której, ze względu na ilustracje i objętość, papierowe okładki nie były wystarczające. Mimo niewielkiej ceny, książki Penguin zawsze były przygotowywane bardzo starannie i z dbałością o szczegóły. Skład, opracowanie graficzne, czcionki, wygląd serii były dla Penguin niezwykle ważne. Okładki były zazwyczaj proste, typograficzne, rzadko pojawiały się na nich zdjęcia autorów, a jeśli już to nie większe od znaczka pocztowego. Książki z założenia były jednorazowe, ale Penguin płacił za druk i skład więcej niż jego konkurencja.

### II wojna światowa
W czasie drugiej wojny światowej Penguin nie wstrzymał drukowania książek, zmienił jedynie ich tematykę – wśród bestsellerów znalazły się poradniki „Jak hodować drób i króliki na resztkach” (Keeping Poultry and Rabbits on Scraps) oraz „Jak rozpoznawać samoloty” (Aircraft Recognition). Dzięki korzystnym umowom międzynarodowym Penguin nie został dotknięty reglamentacją papieru i zapewnił sobie stałe zamówienia na książki, m.in. dla żołnierzy amerykańskich czy kanadyjskich. W ciągu sześciu lat trwania wojny Penguin wydał 600 nowych tytułów i zainicjował 19 nowych serii.

### Lata powojenne
W 1945 Penguin rozpoczął jedną ze swoich najważniejszych serii – Penguin Classics. Pierwszym tytułem była Odyseja Homera w tłumaczeniu E.V. Rieu. Kolejnymi seriami były m.in. Buildings of England, Pelican History of Art oraz Penguin Education. W latach 1947–1949 zatrudniono Jana Tschicholda, wybitnego niemieckiego typografa, który stworzył zasady kompozycji książek Penguin, zawierające wytyczne dotyczące formatu, układu tekstu, fontów i elementów graficznych. Przed przybyciem Tschicholda wygląd książek Penguin odbiegał daleko od jakichkolwiek standardów, brakowało zasad kompozycyjnych tekstu. Jedynymi używanymi czcionkami były Old Style No. 2, Gill Sans i Times New Roman. Tschichold bazując na dotychczasowym układzie, znormalizował wygląd książek Penguin, co sprawiło, że stały się one eleganckie oraz zyskały harmonijny i przyjazny czytelnikowi wygląd. Postawił większy nacisk na przestrzeganie zasad klasycznej typografii, czytelność, równowagę stylów, szerokie marginesy, kontrast, prostotę, a także zintegrowanie ornamentów z treścią i funkcją książki. Aby zmiany były jednolite na wszystkich etapach produkcji, ujął je w czterostronicową instrukcję dla edytorów i składaczy.
Lata 50. i 60. przyniosły dalszy rozwój wydawnictwa. 20 kwietnia 1961 firma trafiła na giełdę, a tym samym rola Allena Lane’a została znacznie ograniczona, chociaż pozostał on na stanowisku dyrektora generalnego. Pojawiły się nowe techniki druku takie jak fotoskład i offset, które zaczęły zastępować dotychczasowe i znacznie zredukowały koszty publikacji. W maju 1960 redaktorem naczelnym wydawnictwa został Tony Godwin, który rozszerzył listę publikacji wydawanych przez Penguin i zmodernizował projekt graficzny książek. W styczniu 1961 zatrudnił Germana Facettiego, który wraz z Romkiem Marberem stworzył nowy wygląd okładek Penguin. Mimo dużego sukcesu, jakim było wydanie niecenzurowanej wersji Kochanka lady Chatterley D.H. Lawrence’a, firma wpadła w kłopoty finansowe. Pojawiło się kilka ofert rozwiązania problemów poprzez zmiany w organizacji wydawnictwa. Było wśród nich przejęcie przez konsorcjum uniwersytetów albo połączenie z wydawnictwami Cambridge University Press i Oxford University Press, ale żadne nie doszło do skutku.
Wraz ze śmiercią sir Allena Lane’a 7 lipca 1970, dla Penguin skończyła się pewna era. 6 tygodni później, 21 sierpnia, wydawnictwo został przejęte przez Pearson PLC. W 1975 Penguin Books kupiło za 12 milionów dolarów amerykańskie wydawnictwo Viking Press, założone 50 lat wcześniej. Kolejną zmianą było przeniesienie głównego biura z Harmondsworth, w którym siedziba firmy mieściła się od 1937, do Londynu. Obecnie Penguin posiada w Londynie trzy biura wydawnicze: na Strand, Vauxhall Bridge Road i Uxbridge Road, a także trzy centra dystrybucji oraz archiwum i bibliotekę przy 1 Cole Street, Crown Park, Rushden NN10 6RZ.
Powojenna historia Penguin obfitowała w hity wydawnicze. W 1964 była nim książka Charlie i fabryka czekolady, w 1969 Bardzo głodna gąsienica Erica Carle’a, w 1985 Prosta metoda jak skutecznie rzucić palenie Allena Carra, w 1988 Szatańskie wersety Salmana Rushdiego, w 2009 Służące Kathryn Stockett.
Obecnie Penguin Books jest oddziałem firmy Pearson plc – największego na świecie koncernu wydawniczego w sektorze edukacji.